# Mireille Testanière
Mireille Testanière, née le 16 juillet 1949 à La Seyne-sur-Mer, est une athlète française.

## Carrière
Elle remporte la médaille d'or du relais 1 + 2 + 3 + 4 tours en 1970 aux Championnats d'Europe d'athlétisme en salle 1970 à Vienne.